# Helvetia Tengah
Helvetia Tengah is een bestuurslaag in het regentschap Medan van de provincie Noord-Sumatra, Indonesië. Helvetia Tengah telt 26.529 inwoners (volkstelling 2010).